# سكوت هالبرشتات
سكوت هالبرشتات (بالإنجليزية: Scott Halberstadt) هو ممثل أمريكي، ولد في 17 أغسطس 1976 في الولايات المتحدة.

## الحياة المبكرة

### فيلم
ولد هالبرشتات في كونرسفيل ، إنديانا ، لأبوين فريد وجايل هالبرشتات (إن أوتشي ميكسيل).تخرج من مدرسة كونرسفيل الثانوية
وحضر جامعة بول ستيتدرس المسرح.

## حياة مهنية
أول اعتماد تمثيلي لهالبرشتات هو دور "جاريد" في فيلم كرات الطلاء لعام 2002 في وجهك. كان دوره السينمائي التالي في فيلم Grandma's Boy عام 2006، حيث لعب دور المختبِر الذي يتحدى جيف (نيك سواردسون) في لعبة Dance Dance Revolution. كما قام بتصوير موظف كازينو بشع في فيلم Smokin 'Aces.

### التلفزيون
لعب هالبرشتات دورًا متكررًا مثل إريك في مسلسل دريك وجوش على قناة Nickelodeon من عام 2004 إلى عام 2007. وتشمل اعتماداته التلفزيونية الأخرى أدوارًا ثانوية في حلقات كل ذلك (2000، 2004)، الحارس (2003)، نصف ونصف (2004)، حياة جناح زاك وكودي (2006) وآخرون.

## وصلات خارجية
- سكوت هالبرشتات على موقع IMDb (الإنجليزية)
- سكوت هالبرشتات على موقع ألو سيني (الفرنسية)
- سكوت هالبرشتات على موقع أول موفي (الإنجليزية)
- سكوت هالبرشتات على موقع قاعدة بيانات الفيلم (الإنجليزية)
- سكوت هالبرشتات على موقع كينوبويسك (الروسية)